# Козлобородник пореелистный

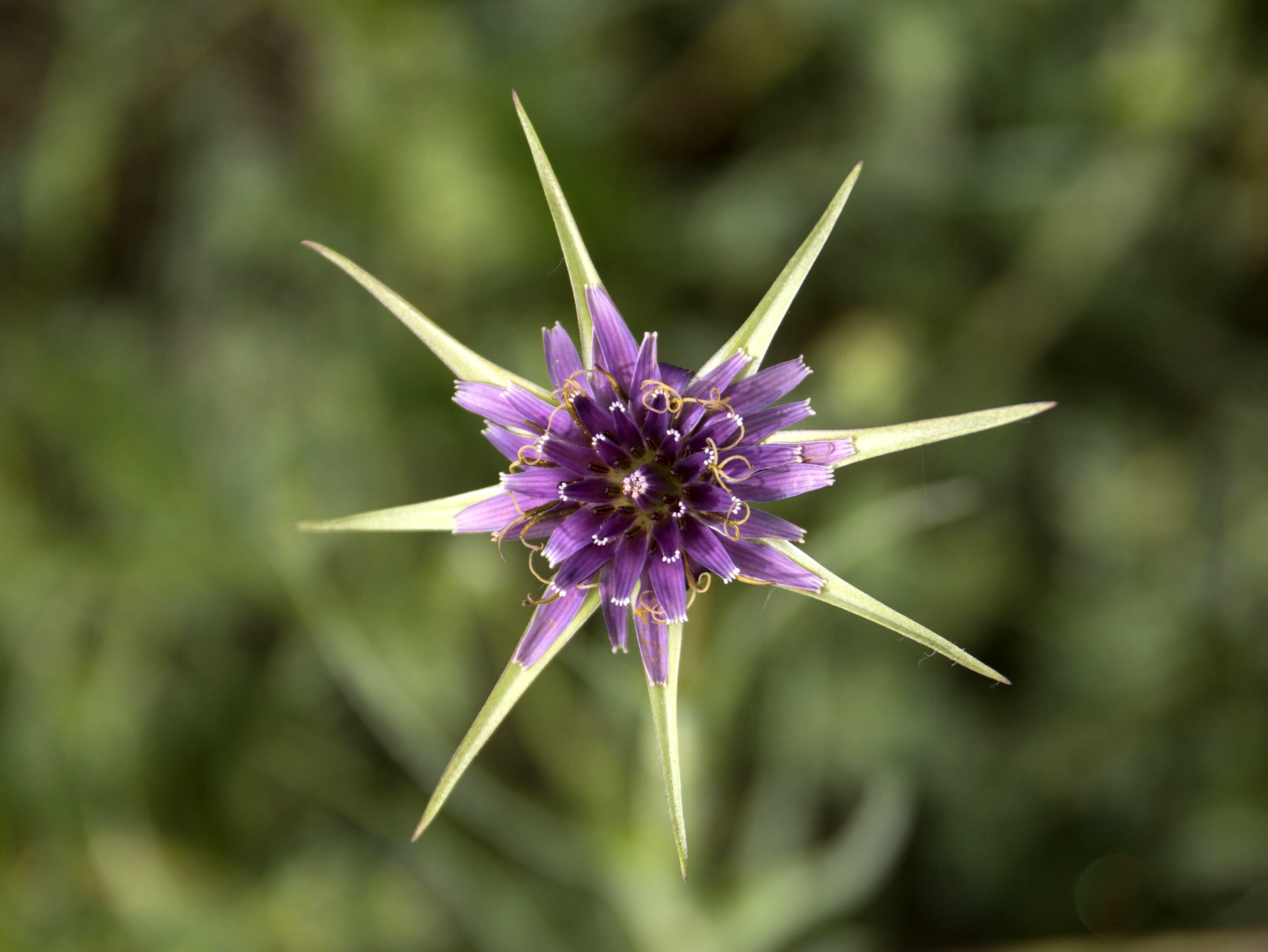
Tragopogon porrifolius - Тулузский музеум

Козлобородник пореелистный, или Овсяный корень (лат. Tragopogon porrifolius) — вид травянистых растений из рода Козлобородник семейства Астровые. Культивируется в ряде стран (в частности, в Италии и во Франции) как овощная культура — в пищу используются корни.

## Ботаническое описание
Козлобородник пореелистный — травянистое растение высотой до 60 см с белыми съедобными корнями.
Листья ланцетные или линейные.
Цветки однополые, опыляемые насекомыми, пурпурного цвета, с венчиком диаметром 5 см, окружённым зелёными прицветниками, которые длиннее лепестков.

## Распространение
В диком виде встречается в средиземноморской части Европы и в Северной Африке. Козлобородник пореелистный также интродуцирован в Великобританию, страны Северной Европы, США и Южную Африку. Юго восток Казахстана

## Использование
Корни собирают осенью. Их употребляют в варёном, жареном и тушёном виде, а также добавляют в супы.